# Noraotenga
Noraotenga est une commune située dans le département de Douroula de la province du Mouhoun au Burkina Faso.